# Дойл (округ Лассен, Каліфорнія)
Дойл (англ. Doyle) — переписна місцевість (CDP) в США, в окрузі Лассен штату Каліфорнія. Населення — 536 осіб (2020).

## Географія
Дойл розташований за координатами 40°1′38″ пн. ш. 120°6′55″ зх. д. / 40.02722° пн. ш. 120.11528° зх. д. (40.027223, -120.115370).  За даними Бюро перепису населення США в 2010 році переписна місцевість мала площу 15,82 км², з яких 15,82 км² — суходіл та 0,00 км² — водойми.

### Клімат
| Клімат : Дойл           | Клімат : Дойл | Клімат : Дойл | Клімат : Дойл | Клімат : Дойл | Клімат : Дойл | Клімат : Дойл | Клімат : Дойл | Клімат : Дойл | Клімат : Дойл | Клімат : Дойл | Клімат : Дойл | Клімат : Дойл | Клімат : Дойл |
| Показник                | Січ.          | Лют.          | Бер.          | Квіт.         | Трав.         | Черв.         | Лип.          | Серп.         | Вер.          | Жовт.         | Лист.         | Груд.         | Рік           |
| Абсолютний максимум, °C | 18,9          | 20,0          | 26,7          | 30,6          | 36,7          | 41,7          | 43,9          | 41,7          | 40,6          | 32,2          | 24,4          | 20,6          | 43,9          |
| Середній максимум, °C   | 5,4           | 8,7           | 13,5          | 18,4          | 23,3          | 28,2          | 34,1          | 33,1          | 28,0          | 20,9          | 12,2          | 6,4           | 19,3          |
| Середній мінімум, °C    | −6,6          | −4,3          | −2,2          | 0,3           | 3,5           | 6,3           | 9,3           | 8,0           | 5,1           | 1,0           | −3,3          | −5,9          | 0,9           |
| Абсолютний мінімум, °C  | −35           | −31,1         | −16,7         | −13,9         | −7,8          | −11,1         | −2,2          | −1,7          | −7,2          | −13,3         | −23,3         | −31,7         | −35           |
| Норма опадів, мм        | 46            | 35            | 29            | 16            | 16            | 13            | 6             | 6             | 9             | 19            | 32            | 44            | 272           |
| Днів з опадами          | 6             | 6             | 6             | 4             | 4             | 3             | 1             | 1             | 2             | 3             | 5             | 6             | 47,0          |
| ----------------------- | ------------- | ------------- | ------------- | ------------- | ------------- | ------------- | ------------- | ------------- | ------------- | ------------- | ------------- | ------------- | ------------- |
| Джерело: WRCC           |               |               |               |               |               |               |               |               |               |               |               |               |               |

## Демографія
Згідно з переписом 2010 року, у переписній місцевості мешкало 678 осіб у 261 домогосподарстві у складі 181 родини. Густота населення становила 43 особи/км².  Було 318 помешкань (20/км²).
Расовий склад населення:
| - 86,0 % — білих - 5,5 % — корінних американців - 2,1 % — чорних або афроамериканців - 0,4 % — азіатів - 0,3 % — вихідців з тихоокеанських островів - 1,8 % — осіб інших рас |

До двох чи більше рас належало 4,0 %. Частка іспаномовних становила 8,1 % від усіх жителів.
За віковим діапазоном населення розподілялося таким чином: 23,2 % — особи молодші 18 років, 64,1 % — особи у віці 18—64 років, 12,7 % — особи у віці 65 років та старші. Медіана віку мешканця становила 41,6 року. На 100 осіб жіночої статі у переписній місцевості припадало 104,2 чоловіків;  на 100 жінок у віці від 18 років та старших — 101,2 чоловіків також старших 18 років.
За межею бідності перебувало 23,2 % осіб, у тому числі 0,0 % дітей у віці до 18 років та 14,0 % осіб у віці 65 років та старших.
Цивільне працевлаштоване населення становило 186 осіб. Основні галузі зайнятості: публічна адміністрація — 30,1 %, роздрібна торгівля — 18,3 %, сільське господарство, лісництво, риболовля — 13,4 %, транспорт — 9,7 %.